# Pic d'Escobedo
El Cap de Calbar és una muntanya de 1.910 metres que es troba entre els municipis de la Guingueta d'Àneu i Esterri d'Àneu, a la comarca de la Pallars Sobirà.